# McJob
McJob ist eine Pejoration für Arbeitsplätze im Niedriglohnbereich, die in verschiedene englischsprachige Wörterbücher und das Wörterbuch der New Economy aus dem Duden-Verlag Eingang fand.

## Herkunft
Der Begriff wurde 1986 erstmals in einem Artikel des Soziologen Amitai Etzioni in der Washington Post verwendet und im gleichen Jahr im Oxford English Dictionary verzeichnet. Erst später nahm ihn Douglas Coupland in seinen „Lexikon einer neuen Arbeitsgesellschaft“ aus dem Roman Generation X auf:

„Ein niedrig dotierter Job im Dienstleistungsbereich mit wenig Würde, wenig Nutzen und ohne Zukunft. Oftmals als befriedigende Karriere bezeichnet von Leuten, die niemals einen solchen [Job] ausgeübt haben.“

Allgemein wird er als eine Anspielung auf die durch das Unternehmen McDonald’s angebotenen Niedriglohnarbeitsplätze verstanden. Vor allem in den Vereinigten Staaten gehen den Arbeitnehmern im Niedriglohnsektor Rechtsansprüche auf Sozialeigentum verloren. So gibt es weder Sozial- und Rentenversicherung noch Kündigungsschutz oder Anspruch auf Arbeitslosenunterstützung. In Deutschland gibt es formal einen gültigen Tarif- und Manteltarifvertrag.

## Kontroversen
2003 ging McDonald’s erfolglos gegen den Eintrag „McJob“ im US-Wörterbuch Merriam-Webster’s Collegiate Dictionary vor. In einer Imagekampagne will der Konzern seit 2006 gegen die seiner Meinung nach bestehenden Vorurteile über die Jobperspektiven vorgehen, ohne jedoch an den tatsächlichen prekären Bedingungen etwas zu ändern.

„Es gibt eine riesige Kluft zwischen der Wahrnehmung von außen und der innerbetrieblichen Wirklichkeit, für McDonald’s zu arbeiten.“

McDonald’s forderte im März 2007 erfolglos das Oxford English Dictionary auf, den Eintrag „McJob“ zu ändern, sodass er „einen Job reflektiert, der stimulierend ist und sich auszahlt, der wirkliche Karriereaussichten ebenso bietet wie die Aneignung von Fähigkeiten, die ein Leben lang nützlich sind.“